# Stekelstaartleguaan
De stekelstaartleguaan (Hoplocercus spinosus) is een hagedis uit de familie Hoplocercidae. 

## Naam en indeling
De wetenschappelijke naam van de soort werd voor het eerst voorgesteld door Leopold Fitzinger in 1843. Later werd de wetenschappelijke naam Pachycercus aculeatus gebruikt. De stekelstaartleguaan is de enige soort uit het monotypische geslacht Hoplocercus. Morunasaurus annularis behoorde vroeger ook tot dit geslacht.
De soortaanduiding spinosus betekent vrij vertaald 'voorzien van doorns'. 

## Uiterlijke kenmerken
De lichaamskleur is bruin, met lichtere en donkere dwarsstrepen aan de bovenzijde. De stekelstaartleguaan heeft een sterk gedrongen lichaam met een relatief grote kop en kleine poten. De stekelstaartleguaan bereikt een lichaamslengte van ongeveer negen centimeter en de staart is dan ongeveer 4,5 cm lang. 
De staart is extreem kort in vergelijking met vrijwel alle andere hagedissen, die een staartlengte hebben van 1 tot 3 keer de kopromplengte. De staart van de stekelstaartleguaan is voorzien van vele lange stekelige schubben, De verkorte staart geeft de hagedis een karakteristiek uiterlijk. De staart is niet afwerpbaar zoals bij alle andere soorten uit de familie Hoplocercidae het geval is. De stekelige staart doet denken aan de doornstaartagamen, die niet verwant zijn maar een vergelijkbare configuratie van de staart hebben. 

## Verspreiding en habitat
De hagedis komt voor in delen van noordelijk Zuid-Amerika en leeft in de landen Brazilië en Bolivia. De habitat bestaat uit tropische en subtropische bossen.